# Уильямс, Клифтон
Клифтон Куртис Уильямс-младший (англ. Clifton Curtis "C.C." Williams, Jr.; 26 сентября 1932, Мобил, Алабама — 5 октября 1967, Таллахасси) — американский военно-морской лётчик, лётчик-испытатель, инженер-механик, майор Корпуса морской пехоты США, астронавт НАСА. Погиб в авиакатастрофе, так ни разу не побывав в космосе. Авиакатастрофа произошла из-за механической неполадки реактивного самолёта T-38, управлявшегося Уильямсом по пути навестить родителей в Мобил, штат Алабама, США. Причина поломки — отказа ответа органов управления самолёта на действия пилота, и хотя Уильямс задействовал катапульту, это не спасло его жизнь. Стал четвёртым человеком, погибшим из третьего набора астронавтов НАСА после Чарлза Бассетта (Charles Arthur Bassett, II), Теодора Фримена (Theodore Cordy «Ted» Freeman) и Роджера Чафи (Roger Bruce Chaffee). Самолёт разбился недалеко от Таллахасси, штат Флорида, США, через час после взлёта с базы Патрик.
Несмотря на то, что Уильямс не был в космическом полёте, он был дублёром в миссии Джемини-10, которая была осуществлена в июле 1966 года. Впоследствии был выбран пилотом лунного модуля LEM (англ. Lunar Excursion Module) под командованием Пита Конрада в рамках программы «Аполлон». По причине смерти Уильямса пилотом модуля стал Алан Бин, совершивший вместе с Конрадом вторую высадку на Луну.

## Биография

### Ранние годы
Родился 26 сентября 1932 года в городе Мобил, штат Алабама, США. Его родители: Клифтон Куртис Уильямс-старший и Гертруда Уильямс. Вступил в ряды бойскаутов, где получил второй высший разряд. Поступил в Высшую школу Мёрфи и окончил её в 1949 году. В 1954 году окончил Обернский университет со степенью бакалавра по машиностроению. Вступив в школу подготовки офицерского состава при университете, 9 августа 1949 года был удостоен звания второго лейтенанта Корпуса морской пехоты США.
Его хобби были: охота, гольф и водные виды спорта.

### Полётная практика
После лётной подготовки, служил в оперативно-тактической группе реактивных самолётов при эскадре флота военно-морских сил. Поступил в школу лётчиков-испытателей ВМС США при станции авиации ВМС США у Патаксент Ривер, штат Мэриленд. После окончания школы, в течение трёх лет был лётчиком-испытателем при станции авиации. Его работа заключалась в испытаниях как самолётов наземного, так и морского базирования: Vought F-8 Crusader (F-8E, TF-8A и F-8E (attack)) и Douglas A-4 Skyhawk — судно с автоматической системой посадки. В конце 1963 года был отобран для подготовки астронавтов НАСА и включён в третий набор для космических программ «Джемини» и «Аполлон».
Из 2500 часов лётной практики, имел более 2100 часов полёта на реактивных самолётах.
В 1971 году имя Уильямса было увековечено в художественной композиции «Павший астронавт» — первой и единственной художественной инсталляции на Луне.